# كرة السلة في الألعاب الأولمبية الصيفية 2012 – تشكيلات منتخبات السيدات
تعرض هذه المقالة قائمة اللاعبات المختارات للمشاركة في مسابقة كرة السلة للسيدات في الألعاب الأولمبية الصيفية 2012.

## المجموعة أ

### أنغولا
فيما يلي تشكيلة المنتخب النسائي لكرة السلة أنغولا – دورة الألعاب الأولمبية الصيفية 2012.

### الصين
فيما يلي تشكيلة المنتخب الصيني النسائي لكرة السلة – دورة الألعاب الأولمبية الصيفية 2012.

### كرواتيا
فيما يلي تشكيلة المنتخب الكرواتي النسائي لكرة السلة – دورة الألعاب الأولمبية الصيفية 2012.

### جمهورية التشيك
فيما يلي تشكيلة المنتخب التشيكي النسائي لكرة السلة – دورة الألعاب الأولمبية الصيفية 2012.

### تركيا
فيما يلي تشكيلة المنتخب التركي النسائي لكرة السلة – دورة الألعاب الأولمبية الصيفية 2012.

### الولايات المتحدة
فيما يلي تشكيلة المنتخب الأمريكي النسائي لكرة السلة – دورة الألعاب الأولمبية الصيفية 2012.

## المجموعة ب

### أستراليا
فيما يلي تشكيلة المنتخب الأسترالي في بطولة كرة السلة للسيدات في دورة الألعاب الأولمبية الصيفية 2012.

### البرازيل
فيما يلي تشكيلة المنتخب البرازيلي في بطولة كرة السلة للسيدات في دورة الألعاب الأولمبية الصيفية 2012.

### كندا
فيما يلي تشكيلة المنتخب الكندي في بطولة كرة السلة للسيدات في دورة الألعاب الأولمبية الصيفية 2012.

### فرنسا
فيما يلي تشكيلة المنتخب الفرنسي في بطولة كرة السلة للسيدات في دورة الألعاب الأولمبية الصيفية 2012.

### بريطانيا العظمى
فيما يلي تشكيلة المنتخب البريطاني في بطولة كرة السلة للسيدات في دورة الألعاب الأولمبية الصيفية 2012.

### روسيا
فيما يلي تشكيلة المنتخب الروسي النسائي لكرة السلة – دورة الألعاب الأولمبية الصيفية 2012.